# Nana (manga)
Nana (ＮＡＮＡ ナナ?, Nana) è un manga scritto e disegnato da Ai Yazawa, pubblicato in Giappone sulla rivista Cookie di Shūeisha dal maggio 2000. Nel 2002 ha vinto il premio Shogakukan per i manga nella categoria shōjo. In Italia è pubblicato da Planet Manga dal luglio 2002.
Dalla serie a fumetti è stato tratto un anime televisivo, prodotto dalla Madhouse e andato in onda in Giappone su Nippon Television dal 5 aprile 2006 al 27 marzo 2007. In Italia i diritti sono stati acquistati dalla Dynit e la serie è stata trasmessa su MTV tra gennaio 2007 e gennaio 2008.
Nel 2005 e nel 2006, inoltre, dalla serie sono stati tratti due lungometraggi live action. La serializzazione del manga ha spesso subito brusche interruzioni a causa dei gravi problemi di salute di cui soffre l'autrice Ai Yazawa.

## Trama
La storia, ambientata nel Giappone contemporaneo, segue le vicende di due ragazze ventenni, Nana Komatsu e Nana Osaki, accomunate dallo stesso nome e dall'uguale decisione di trasferirsi a Tokyo. Le due giovani prendono lo stesso treno diretto alla capitale giapponese, ed è lì che si conoscono. Separate alla stazione, si incontreranno successivamente per caso in un appartamento che entrambe hanno intenzione di affittare: decideranno di essere coinquiline e di dividere insieme la vita quotidiana. Nana Osaki decide di andare a Tokyo per avere successo con la sua band, mentre Nana Komatsu, soprannominata "Hachi", ci va inizialmente per raggiungere il suo ragazzo, Shoji, che però la tradirà con una sua collega di lavoro. Dopo averlo scoperto, Hachi si dispera, ma Nana la consola con determinazione; le due diventano così migliori amiche, nonostante le enormi differenze di carattere, e vivranno, insieme ai membri della band di Nana e di quella di Ren, i momenti memorabili e complessi tipici della vita da rockstar.

## Personaggi
Nana Osaki (大崎 ナナ?, Ōsaki Nana)
Doppiata da: Romi Park (voce) e Anna Tsuchiya (canto) (ed. giapponese), Selvaggia Quattrini (ed. italiana)
È una delle due protagoniste. Ha avuto un'infanzia difficile: abbandonata all'età di 4 anni dalla madre scappata con un uomo e senza avere mai conosciuto il padre, venne affidata dalla madre alla nonna. Accusata ingiustamente di essersi prostituita, decide di evitare qualsiasi inutile giustificazione abbandonando la scuola. Dopo la morte della nonna, grazie all'amico e compagno di scuola Nobuo Terashima, spesso chiamato semplicemente Nobu, conosce Ren Honjo e Yasushi Takagi (detto Yasu). I due le propongono di partecipare al loro progetto di fondare una band: Nana accetta, e diventa la cantante dei Black Stones (abbreviati spesso in "Blast"). Il nome della band viene dal nome di una marca di sigarette che, a quanto pare, piacciono molto a Yasu. Infatti, nonostante sia una cantante, Nana fuma parecchio. Fra lei e Ren nasce una relazione, spezzata dalla scelta di quest'ultimo di trasferirsi a Tokyo per inseguire una carriera musicale con un altro gruppo, i Trapnest, prossimi al debutto ufficiale. Nana, inizialmente scoraggiata, decide dopo due anni di trasferirsi a Tokyo per inseguire il suo sogno: diventare una cantante professionista. Il suo incontro con Nana Komatsu le cambierà la vita. A Tokyo si ricongiunge con Ren dando il via ad una relazione tormentata. Nana nutre, infatti, ancora del rancore nei confronti dell'amato che l'ha abbandonata. Nana è inoltre gelosa del rapporto che lega Ren e Reira. Allo stesso tempo non riesce a distaccarsene, proprio in virtù dell'amore che prova per lui. Dopo la morte di Ren, Nana fa perdere le sue tracce e in tutto il Giappone la crederanno morta, quando in realtà si è trasferita in Inghilterra, dove ha trovato lavoro come cantante in un locale, ma si esibisce indossando una parrucca bionda e degli abiti eleganti per non farsi riconoscere. Nana è una ragazza decisa, trasgressiva e scontrosa, ma anche fedele e protettiva nei confronti della sua omonima amica.
Nana "Hachi" Komatsu (小松 奈々 〈ハチ〉?, Komatsu Nana "Hachi")
Doppiata da: KAORI (ed. giapponese), Federica De Bortoli (ed. italiana)
È una delle due protagoniste. Ha un passato farcito di amori non corrisposti con uomini più anziani di lei, l'ultimo dei quali, Asano, era sposato. Grazie alla sua migliore amica Junko, Nana conosce un ragazzo di nome Shoji, che comincia a frequentare. Shoji, dopo il diploma, parte per Tokyo per tentare l'ammissione all'Accademia di Belle Arti: Hachi si è accordata con lui per raggiungerlo quando anche lei conseguirà il diploma. Una volta trasferitasi a Tokyo, le cose non vanno però come Nana sperava. Infatti, Shoji si innamora di Sachiko Kawamura, una sua collega di lavoro. Nana, dopo questa relazione finita male, si riprenderà presto, instaurando un forte legame con Nobuo Terashima, il chitarrista dei Blast, dopo aver lasciato il suo amore "segreto" Takumi Ichinose, bassista dei Trapnest. Anche la relazione con Nobu non è destinata a durare: a distanza di poco tempo dall'inizio della sua relazione con Nobuo, si accorge di essere incinta di Takumi, il quale è deciso a prendersi cura del bambino e a sposarla. Nana accetta, sebbene sia ancora innamorata di Nobu. Per il bene del bambino, decide comunque di impegnarsi per costruire una famiglia felice, in cui suo figlio possa crescere in maniera sana. Nana e Takumi avranno due figli, Ren e la piccola Satsuki. Nana è una ragazza solare, ingenua, dolce e premurosa, spesso ossessionata dal "Grande Demone Celeste" e dalla ricorrenza del numero 7 nella sua vita. A causa del suo carattere, la sua omonima amica Nana le dà amichevolmente il soprannome di "Hachiko", come il famoso cagnolino fedele.
Ren Honjo (本城 蓮?, Honjo Ren)
Doppiato da: Hidenobu Kiuchi (ed. giapponese), Simone D'Andrea (ed. italiana)
È stato il bassista dei Black Stones e il ragazzo di Nana Osaki, originario anche lui dello stesso paese di Nana, Yasu, Nobu, Takumi, Reira e Naoki. Anche la sua infanzia è stata tormentata: infatti, quando era ancora in fasce, è stato abbandonato nei magazzini di un porto. Ha interrotto gli studi prima di affrontare le superiori. Con l'amico Yasu ha fondato un gruppo musicale chiamato Brute. Sciolto questo, ha creato i Black Stones con Nana, Yasu e Nobu. Si lega sentimentalmente a Nana, che però lascia per esordire come professionista con i Trapnest, nel ruolo di chitarrista. È grande fan dei Sex Pistols e soprattutto di Sid Vicious. Durante la sua relazione con Nana, quest'ultima gli mette al collo una catena con un lucchetto, proprio come Sid, a simboleggiare l'amore possessivo che lei prova per lui. La chiave del lucchetto è custodita da Nana stessa. Quando rivedrà Nana a Tokyo, si rimetterà con lei e successivamente le chiederà addirittura di sposarlo. A causa della sua dipendenza da marijuana ma soprattutto cocaina, incontrerà una tragica fine in un incidente nel suo paese natale, andandosi a schiantare con la usa auto sportiva addosso al vecchio magazzino-appartamento presso il porto, dove viveva con Nana. Prima di morire, suggerisce il nome Satsuki per la figlia di Hachiko e Takumi, che una volta nata avrà quel nome in onore di Ren. Inoltre, sempre in suo onore, il secondo figlio di Nana e Takumi, maschio, si chiamerà proprio Ren.
Yasushi "Yasu" Takagi (高木 泰士 〈ヤス〉?, Takagi Yasushi "Yasu")
Doppiato da: Yoshihisa Kawahara (ed. giapponese), Riccardo Lombardo (ed. italiana)
È un amico d'infanzia di Ren, perché entrambi sono cresciuti nello stesso orfanotrofio; infatti, era anch'esso orfano, ma è stato adottato dalla famiglia Takagi. Nel momento in cui Ren lascia il suo paese per Tokyo, è tentato di interrompere la sua collaborazione con i Black Stones per una carriera da avvocato, ma, persuaso da Nana e Nobu, decide di trasferirsi a Tokyo con loro per dar nuova vita al gruppo. È il tutore di Nana Osaki, ma soprattutto suo confidente e sostegno morale. Per un brevissimo periodo, sarà l'oggetto del desiderio di Hachiko. Dopo il debutto dei Black Stones si legherà sentimentalmente a Miu, attrice più grande di lui incontrata nel dormitorio in cui vivono i membri della band.
Nobuo "Nobu" Terashima (寺島 伸夫 〈ノブ〉?, Terashima Nobuo "Nobu")
Doppiato da: Tomokazu Seki (ed. giapponese), Stefano Brusa (ed. italiana)
È stato compagno di classe di Nana e con lei ha partecipato alla nascita dei Black Stones, in qualità di chitarrista. Proviene da una famiglia benestante, in quanto proprietaria di una pensione nel suo paese natale. È molto legato a Nana e si trasferirà a Tokyo per tentare la via del professionismo con lei, troncando i rapporti con i suoi genitori. A Tokyo conoscerà anche Nana Komatsu, con cui si legherà sentimentalmente fino a quando la ragazza si scoprirà incinta di Takumi, suo precedentemente amante. Nel tentativo di dimenticare Hachi, Nobu inizierà a frequentare l'attrice porno Yuri Kosaka, incontrata nel dormitorio in cui vivono i membri della band. Dopo lo scioglimento del gruppo, sostituirà il padre nella gestione della pensione Terashima nel suo paese natale. Apparentemente prova ancora qualcosa per Hachi.
Shinichi "Shin" Okazaki (岡崎 真 〈シン〉?, Okazaki Shinichi "Shin")
Doppiato da: Akira Ishida (ed. giapponese), Daniele Raffaeli (ed. italiana)
È il sostituto di Ren nei Black Stones. Il suo aspetto fisico tradisce la realtà: ha infatti solo quindici anni, nonostante ne dimostri di più. Non ha buoni rapporti con la famiglia, da cui è infatti scappato. Nel passato e saltuariamente nel presente, si è dato alla prostituzione. È molto affezionato ad Hachi, la quale nei suoi confronti è iperprotettiva (verso il capitolo 29 lui inizia a chiamarla "mamma", in seguito ad una conversazione tra i due nella quale lui le confida che avrebbe voluto essere suo figlio). Durante il seguito della serie avrà una relazione amorosa e proibita con Reira, la vocalist dei Trapnest, che tuttavia sarà costretto a troncare per tutelare la figura professionale della cantante. Poco prima dell'inizio del primo tour ufficiale dei Blast, Shin viene arrestato per uso di sostanze stupefacenti. Dopo una breve permanenza in carcere si ricongiunge con la band. Dopo lo scioglimento del gruppo, si dedicherà alla carriera di attore.
Takumi Ichinose (一ノ瀬 巧?, Ichinose Takumi)
Doppiato da: Toshiyuki Morikawa (ed. giapponese), Oreste Baldini (ed. italiana)
È il bassista e leader dei Trapnest. Anche lui proviene dallo stesso paese di Ren, Yasu, Reira, Nobu e Nana; la madre è morta quando lui era alle superiori, così è cresciuto con il padre alcolizzato e la sorella maggiore. Descritto come un donnaiolo, Takumi è un uomo che mette però il lavoro sempre al primo posto. Instancabile stakanovista, è lui di fatto il vero trascinatore dei Trapnest, che dipendono, sia per le musiche che psicologicamente, da lui. Venendo da una famiglia disastrata, capisce l'importanza di legami familiari nella vita di un bambino, per questo, quando scopre che Hachi è incinta, si offre di sposarla e di aiutarla a crescere suo figlio. Nana e Takumi avranno due figli: un maschio, Ren, e una femmina, Satsuki.
Layla "Reira" Serizawa (芹澤 レイラ?, Serizawa Reira)
Doppiata da: Aya Hirano (voce) e Olivia Lufkin (canto) (ed. giapponese), Domitilla D'Amico (ed. italiana)
È la cantante dei Trapnest. È nata negli USA da padre americano e madre giapponese. Il suo nome deriva dalla canzone Layla di Eric Clapton, amata molto da suo padre. Quando perse il padre all'età di 6 anni, si trasferì definitivamente in Giappone con la madre. Maltrattata dai propri coetanei per la sua scarsa conoscenza della lingua giapponese, riuscì a instaurare un rapporto speciale solo con Takumi, che si impegnerà a proteggerla per sempre. Reira incominciò ad amare Takumi fin da piccola, ma essendo considerata solo come una sorella, accetta di diventare la ragazza di Yasu, con il quale resterà insieme fino alla sua partenza per Tokyo con i Trapnest. Nonostante incontri subito fama e successo per via della sua splendida voce e della sua presenza scenica, Reira continuerà a sentirsi tremendamente sola per via del suo amore incondizionato e non corrisposto per Takumi. Quando i Blast arrivano a Tokyo, intraprende una relazione proibita con Shin (in quanto lui quindicenne e lei ventiduenne), che si rivelerà sempre più seria con il passare del tempo. La loro relazione si interrompe sotto le pressioni di Takumi che, preoccupato per lo scandalo che ne conseguirebbe se la faccenda diventasse pubblica, fa di tutto per dare a Reira un'alternativa.
Naoki Fujieda (藤枝 直樹?, Fujieda Naoki)
Doppiato da: Anri Katsu (ed. giapponese), Davide Perino (ed. italiana)
È il batterista dei Trapnest e un vecchio amico di Yasu. È molto estroverso e non sopporta essere messo da parte. È l'unico personaggio dei due gruppi a non essere coinvolto sentimentalmente e quindi ricopre un ruolo secondario. Nel futuro, Naoki aiuta Takumi e gli altri a rintracciare Nana in Inghilterra e si dimostra ancora molto legato alle avventure passate con i Trapnest.
Junko Saotome (早乙女 淳子?, Saotome Junko)
Doppiata da: Takako Honda (ed. giapponese), Olivia Manescalchi (ed. italiana)
È la migliore amica di Hachi fin dai tempi del liceo. Dopo il diploma, si iscrive con Hachi in una scuola di specializzazione in belle arti, dove incontra Kyosuke, suo futuro fidanzato, e Shoji, suo amico e futuro fidanzato di Hachi. Decide di trasferirsi a Tokyo per iscriversi all'Università di Belle Arti con Kyosuke e, per questo, si separerà da Hachi per un breve periodo. Per tutto il tempo, assieme a Kyosuke, diventato ormai suo inseparabile fidanzato, aiuterà Hachi nei momenti difficili, dispensandole utili e saggi consigli, anche se a volte è esasperata dal suo atteggiamento infantile.
Mai Tsuzuki "Misato Uehara" (都築 舞／上原 美里?, Tsuzuki Mai / Uehara Misato)
Doppiata da: Mika Kanai (ed. giapponese), Valentina Favazza (ed. italiana)
È una grandissima fan dei Black Stones, in particolare di Nana. Si è affezionata a quest'ultima leggendo i diari di suo nonno, che aveva una relazione con la nonna di Nana. Per gran parte della storia, è l'unica persona ad essere a conoscenza della vera famiglia di Nana, dalla quale adotta il nome di sua sorella, Misato Uehara, come nomignolo portafortuna. Riuscirà a diventare poi l'assistente dei Black Stones dopo essere stata espulsa dalla scuola.

## Manga

Logo della serie.

Il manga è stato pubblicato sulla rivista Cookie a partire dal 2000 al 2009, anno in cui l'autrice per problemi di salute ha interrotto la stesura dell'opera. È stato serializzato finora in 21 tankōbon per conto della Shūeisha, pubblicati tra il 15 maggio 2000 e il 13 marzo 2009. Nel numero di marzo 2013 della rivista, l'autrice ha pubblicato un breve capitolo intitolato La stanza di Junko, incentrato sul personaggio secondario di Junko.
In Italia viene pubblicato da Planet Manga dal luglio 2002 con i volumi originali divisi a metà, portando la serie a 42 volumetti. Un'edizione, nominata collection, è uscita nel 2007 con il formato dei volumi originali; tale edizione è stata ristampata nel 2009, nel 2012 e poi nel 2019.
È arrivato anche negli Stati Uniti da Viz Media nel luglio 2005, in Australia e Nuova Zelanda da Madman Entertainment, in Germania da Egmont Manga & Anime e in Francia da Éditions Delcourt.

### Volumi
Questa lista è suscettibile di variazioni e potrebbe essere incompleta o non aggiornata.

| 1  | 15 maggio 2000                                             | ISBN 4-08-856209-7     | 10 aprile 2002 8 maggio 2002      |
| 1  | Capitoli - NANA - Nana Komatsu - NANA - Nana Osaki - Junko |                        |                                   |
| 2  | 11 dicembre 2000                                           | ISBN 4-08-856248-8     | 4 giugno 2002 2 luglio 2002       |
| 2  | Capitoli - 1-4 - Bonus                                     |                        |                                   |
| 3  | 15 maggio 2001                                             | ISBN 4-08-856286-0     | 2 agosto 2002 30 agosto 2002      |
| 3  | Capitoli - 5-8 - Bonus                                     |                        |                                   |
| 4  | 10 dicembre 2001                                           | ISBN 4-08-856338-7     | 3 ottobre 2002 19 novembre 2002   |
| 4  | Capitoli - 9-12 - Bonus                                    |                        |                                   |
| 5  | 15 maggio 2002                                             | ISBN 4-08-856377-8     | 5 dicembre 2002 17 gennaio 2003   |
| 5  | Capitoli - 13-16 - Bonus                                   |                        |                                   |
| 6  | 13 settembre 2002                                          | ISBN 4-08-856406-5     | 5 febbraio 2003 13 marzo 2003     |
| 6  | Capitoli - 17-20 - Bonus                                   |                        |                                   |
| 7  | 15 ottobre 2002                                            | ISBN 4-08-856413-8     | 31 marzo 2003 8 maggio 2003       |
| 7  | Capitoli - 21-24 - Bonus                                   |                        |                                   |
| 8  | 15 maggio 2003                                             | ISBN 4-08-856464-2     | 4 dicembre 2003 9 gennaio 2004    |
| 8  | Capitoli - 25-28 - Bonus                                   |                        |                                   |
| 9  | 14 novembre 2003                                           | ISBN 4-08-856506-1     | 9 febbraio 2004 10 marzo 2004     |
| 9  | Capitoli - 29-32 - Bonus - Bonus: Naoki                    |                        |                                   |
| 10 | 15 marzo 2004                                              | ISBN 4-08-856528-2     | 10 marzo 2005 12 aprile 2005      |
| 10 | Capitoli - 33-36 - Bonus                                   |                        |                                   |
| 11 | 11 agosto 2004                                             | ISBN 4-08-856560-6     | 11 maggio 2005 10 giugno 2005     |
| 11 | Capitoli - 37-41 - Bonus                                   |                        |                                   |
| 12 | 15 marzo 2005                                              | ISBN 4-08-856599-1     | 13 luglio 2005 8 agosto 2005      |
| 12 | Capitoli - 42-45 - Bonus                                   |                        |                                   |
| 13 | 12 agosto 2005                                             | ISBN 4-08-856633-5     | 11 novembre 2005 14 dicembre 2005 |
| 13 | Capitoli - 46-49 - Bonus                                   |                        |                                   |
| 14 | 15 dicembre 2005                                           | ISBN 4-08-856660-2     | 12 settembre 2006 9 ottobre 2006  |
| 14 | Capitoli - 50-53 - Bonus                                   |                        |                                   |
| 15 | 15 marzo 2006                                              | ISBN 4-08-856676-9     | 31 gennaio 2007 28 febbraio 2007  |
| 15 | Capitoli - 54-57 - Bonus                                   |                        |                                   |
| 16 | 12 settembre 2006                                          | ISBN 4-08-856707-2     | 6 giugno 2007 27 giugno 2007      |
| 16 | Capitoli - 58-61 - Bonus - Bonus: Nobu                     |                        |                                   |
| 17 | 15 marzo 2007                                              | ISBN 978-4-08-856734-1 | 12 aprile 2008 23 aprile 2008     |
| 17 | Capitoli - 62-65 - Bonus                                   |                        |                                   |
| 18 | 14 settembre 2007                                          | ISBN 978-4-08-856774-7 | 7 maggio 2008 14 maggio 2008      |
| 18 | Capitoli - 66-69 - Bonus - Bonus: Takumi                   |                        |                                   |
| 19 | 15 maggio 2008                                             | ISBN 978-4-08-856816-4 | 23 marzo 2009 17 maggio 2009      |
| 19 | Capitoli - 70-73 - Bonus                                   |                        |                                   |
| 20 | 12 settembre 2008                                          | ISBN 978-4-08-856842-3 | 28 giugno 2009 27 settembre 2009  |
| 20 | Capitoli 74-77                                             |                        |                                   |
| 21 | 13 marzo 2009                                              | ISBN 978-4-08-856876-8 | 29 novembre 2009 30 gennaio 2010  |
| 21 | Capitoli 78-80                                             |                        |                                   |

## Anime

Le due protagoniste: sopra, Nana Osaki; sotto, Nana Komatsu.

La prima serie animata (47 episodi), prodotta da Madhouse e diretta da Morio Asaka, è andata in onda in Giappone su Nippon Television tra l'aprile 2006 e il marzo 2007. La prima uscita in DVD nel Sol Levante è avvenuta il 7 luglio 2006. La serie animata è trasposta in modo da essere uguale alla storia del manga, e riprende fino al 12º volume del fumetto, senza fare uso di filler. Per quanto riguarda la seconda serie, ad oggi è stata solo annunciata la messa in opera, ma non la sua trasmissione televisiva; stando all'editore della casa editrice di NANA, Junko Koseki e al presidente della Madhouse, Masao Maruyama, la seconda serie potrebbe andare in onda una volta che il manga sarà concluso.
In Italia è stata trasmessa su MTV Italia dal 23 gennaio 2007 al 22 gennaio 2008 e pubblicata successivamente in DVD da Dynit (durante l'anno 2007-2008), la quale ha suddiviso i 47 episodi della serie in due sotto-stagioni da 22 e 25 episodi ciascuna più un DVD contenente i tre episodi riassuntivi della prima sotto-stagione. In seguito la serie è stata replicata su Rai 4 dal 24 ottobre 2010, su Ka-Boom e sul circuito Supersix dal 2 luglio 2021. È stata pubblicata anche per la visione in streaming sulla web tv on demand Popcorn TV a partire dal 20 dicembre 2010 e sulla piattaforma italiana del portale Netflix dal 2019.

### Colonna sonora
Le sigle, sia di apertura che di chiusura, sono tutte canzoni originali di Anna Tsuchiya, che canta le canzoni di Nana e quindi dei Blast, e di Olivia Lufkin, che presta la voce a Reira nelle canzoni dei Trapnest. Gli album contenenti le colonne sonore di Nana hanno scalato le classifiche giapponesi.
La prima e terza opening e la terza ending sono cantate da Anna Tsuchiya per la band Black Stones come Nana Osaki, mentre Olivia Lufkin canta la seconda opening e la prima e seconda ending per la band Trapnest come Reira Serizawa.
Sigla di apertura
- rose, di ANNA inspi' NANA (BLACK STONES) (ep. 1-21)
- Wish, di OLIVIA inspi' REIRA (TRAPNEST) (ep. 22-36)
- LUCY, di ANNA TSUCHIYA inspi' NANA (BLACK STONES) (ep. 37-47)

Sigla di chiusura
- a little pain, di OLIVIA inspi' REIRA (TRAPNEST) (ep. 1-8, 10-18, 41)
- rose, di ANNA inspi' NANA (BLACK STONES) (ep. 9)
- Starless Night, di OLIVIA inspi' REIRA (TRAPNEST) (ep. 19-29, 42)
- Kuroi namida (黒い涙?), di ANNA TSUCHIYA inspi' NANA (BLACK STONES) (ep. 30-40, 47)
- Winter sleep, di OLIVIA inspi' REIRA (TRAPNEST) (ep. 43-44)
- Stand by me, di ANNA TSUCHIYA inspi' NANA (BLACK STONES) (ep. 45-46)

Intermezzo
- zero, di ANNA inspi' NANA (BLACK STONES) (ep. 4)
- Recorded Butterflies, di OLIVIA inspi' REIRA (TRAPNEST) (ep. 18)
- Shadow of Love, di OLIVIA inspi' REIRA (TRAPNEST) (ep. 32)

#### CD
| Nº | Titolo CD                                                         | Data uscita      |
| -- | ----------------------------------------------------------------- | ---------------- |
| 1  | rose (ANNA inspi' NANA (BLACK STONES))                            | 28 giugno 2006   |
| 2  | a little pain (OLIVIA inspi' REIRA (TRAPNEST))                    | 28 giugno 2006   |
| 3  | NANA 707 soundtracks                                              | 7 luglio 2006    |
| 4  | Wish / Starless Night (OLIVIA inspi' REIRA (TRAPNEST))            | 11 ottobre 2006  |
| 5  | NANA 7to8 soundtrack                                              | 21 dicembre 2006 |
| 6  | Kuroi namida (黒い涙?) (ANNA TSUCHIYA inspi' NANA (BLACK STONES)) | 10 gennaio 2007  |
| 7  | LUCY (ANNA TSUCHIYA inspi' NANA (BLACK STONES))                   | 7 febbraio 2007  |
| 8  | ANNA TSUCHIYA inspi' NANA (BLACK STONES)                          | 28 febbraio 2007 |
| 9  | OLIVIA inspi' REIRA (TRAPNEST)                                    | 28 febbraio 2007 |
| 10 | NANA BEST                                                         | 21 marzo 2007    |

## Film live action
La trama dei due film realizzati con attori in carne e ossa, è molto simile a quella dell'anime e del manga, anche se la storia è più concentrata sul personaggio di Nana Osaki (del primo film quasi metà storia è dedicata al suo passato alternato in flashback molto lunghi), e relazioni minori come quella tra Shin e Reira vengono eliminate del tutto. La storia del primo film copre fino al 9º volume del manga (per chi segue la collection, fino alla prima parte del 5º) la seconda fino a circa il 20º volume (collection 10).

## Videogiochi
Sono stati pubblicati tre videogiochi dalla Konami: il primo, Nana, è uscito il 17 marzo 2005 per PlayStation 2; il secondo, Nana: Subete wa daimaō no omichibiki!? (ナナ: すべては大魔王のお導き！？?) è uscito il 6 luglio 2006 per PlayStation Portable; il terzo, Nana: Live Staff daiboshū! Shoshinsha kangei (ナナ: ライブスタッフ大募集！初心者歓迎?), è uscito nel giugno 2007 per Nintendo DS.

## Accoglienza
I volumi 19 e 20 sono stati, rispettivamente, il terzo e il quinto volume manga con più vendite nel 2008, mentre il primo e il secondo sono stati inseriti nella lista di "2007 Great Graphic Novels for Teens" di YALSA. I primi dodici volumi del manga hanno venduto complessivamente oltre 40 milioni di copie. Nel 2002, NANA ha vinto il premio Shogakukan per i manga nella categoria shōjo. In Giappone, il manga è tra i più venduti, infatti in una particolare classifica di vendite, si è piazzato al secondo posto come copie vendute per ogni singolo volume, con una cifra pari a 1 500 000 a volume.
Secondo una ricerca della Tokyo AnimationandGame è il manga più amato dalla comunità omosessuale. Il 35% dell'utenza è infatti rappresentato da ragazzi omosessuali tra i 18 e i 30 anni. Il 55% da ragazze tra i 10 e i 22 anni. Il restante 10% da donne incinte, e/o single.

## Nella cultura di massa
- Nel quarto episodio della prima stagione della serie TV American Horror Story si può notare il personaggio di Violet Harmon intento a leggere un volume del manga.